# Zentralgarage
Die Zentralgarage (auch Centralgarage oder Central-Garage) der Firma Adam Weber I. Zentralgarage GmbH auf dem Grundstück Gaustraße 1–7 in Worms, wurde von 1928 bis 1932 in einer stillgelegten, viergeschossigen Roggenmühle (1853) der Firma Leopold Landsberg (Worms) eingerichtet. Heute firmiert die Hochgarage als Weber-Garagen. Zum Gewerbebetrieb gehörten auch die beiden Wohn- und Geschäftshäuser an der Gaustraße, von denen eines (Gaustr. 3) heute noch als Autohaus genutzt wird.

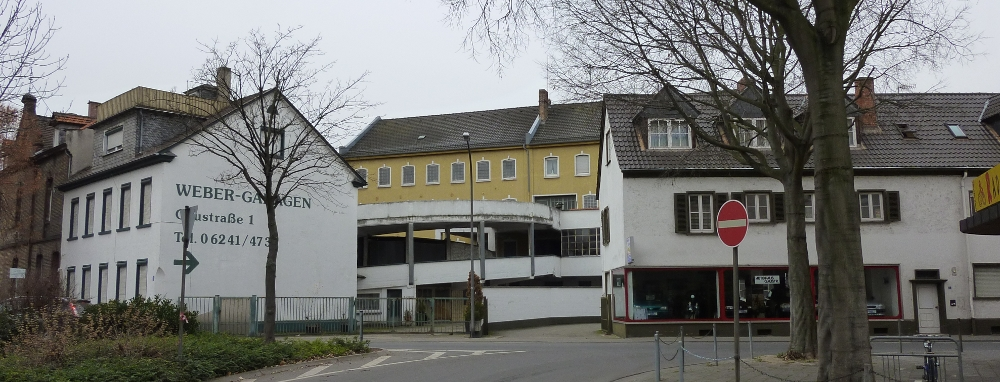
Ansicht von der Gaustraße

Die Pkw-Einstellräume des Garagenbetriebs befinden sich in drei Etagen des Altbaus, im Erdgeschoss sowie in zwei Obergeschossen. Für die automobilistische Umnutzung wurden ab 1928 Teile der Skelettkonstruktion des Altbaus durch Stahlbeton ertüchtigt. Die beiden Obergeschosse der Zentralgarage werden bis heute über eine außen liegende, an das ehemalige Mühlengebäude vorgebaute einspurige Spiralrampe erschlossen. Auf Höhe des ersten Obergeschosses wurde zudem ein erkerartiger Erweiterungsbau in Form einer geschlossenen, langrechteckigen Halle an den Altbau angefügt. 

## Baugeschichte

### Vorgeschichte
Bereits 1928 wurde durch einen ersten Bauantrag die Einrichtung einer Kraftwagenhalle mit etwa 20 abschließbaren Auto-Boxen (Einzelgaragen), einem Auto-Waschraum und einem Lagerraum für Öl- und Schmierstoffe im Erdgeschoss der ehemaligen Roggenmühle genehmigt. Bauherr dieses Garagenprojekts war Adam Weber I. (Worms), als ausführender Architekt wurde der Bauingenieur Carl Geyer (Worms) beauftragt. Eingerichtet wurden diese Auto-Boxen in zwei durch eine massive Zwischenwand getrennten Erdgeschossräumen des Altbaus. Für jeden dieser Räume wurde eine eigene Toröffnung für die Zufahrtsstraße in die Außenwand gebrochen. Zwischenwände und Garagentore der dauervermieteten Automobil-Einstellplätze wurden, wie es bei Großgaragen dieser Art häufig anzutreffen ist, in Maschendraht als Gitterboxen ausgeführt. Die Lagerung von Benzin in den Räumen wurde dem Unternehmen hingegen von Seiten der Baubehörde nicht gestattet.

### Um- und Ausbau der Hochgarage 1929–1932
An diese erste Phase der Umnutzung schloss sich im Frühjahr 1929 gleich ein zweites und drittes Bauprojekt zur Erweiterung der Großgarage an. Hierfür wurden mehrere Entwurfspläne zur Genehmigung bei der Wormser Baubehörde eingereicht. 

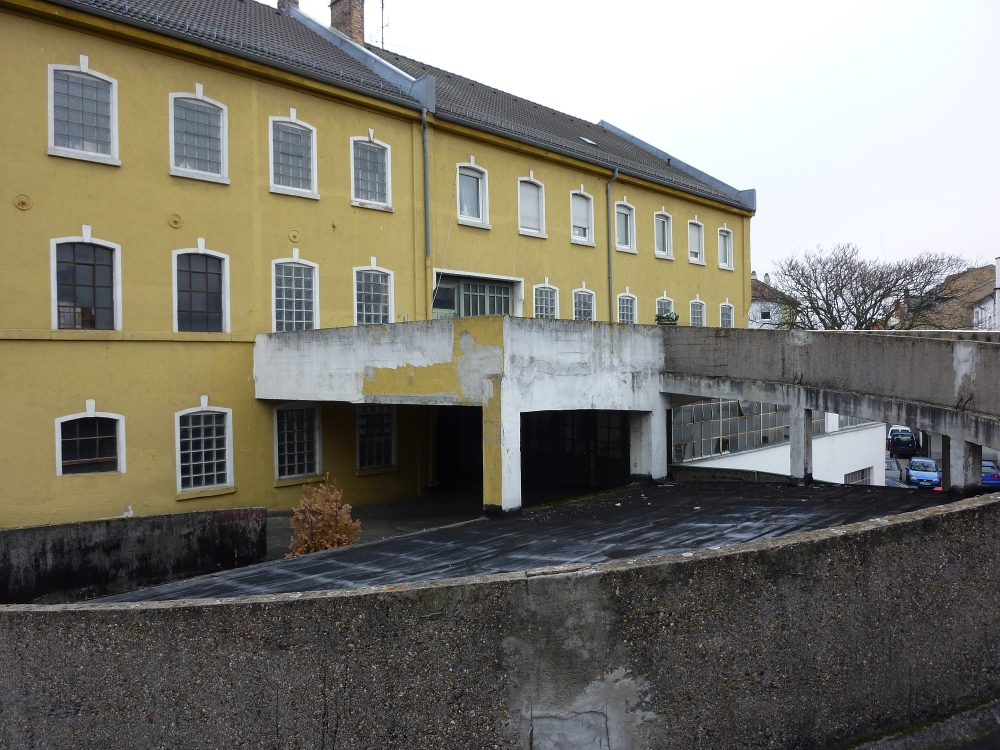
Ansicht des Garagengebäudes

Der erste Entwurf von Architekt Eugen Weil (Worms) sah eine einfache, einspurige Spiralrampe vor, die als eigenständiges Bauwerk vor die Fassade des ehemaligen Mühlengebäudes gesetzt werden sollte. Über diese Auffahrtsrampe sollten das erste Obergeschoss und die darin neu eingerichteten Kraftwagenboxen erschlossen werden. Weils darauf folgend eingereichter Entwurf sah hingegen ein vollständig verkleidetes, viergeschossiges Erschließungsbauwerk mit schmalen Längsfenstern vor. Diese, ebenfalls als Spiralrampe konzipierte Zu- und Ausfahrtrampe sollte nun bis ins vierte Geschoss führen. Weil sah auch bereits eine Erweiterung des ersten Obergeschosses durch einen Anbau vor. Im ersten und zweiten Obergeschoss sollte nun die Zwischenwand, die ehemals den Mühlenbereich vom Lager trennte, durchbrochen werden, um eine durchgehende Garagenetage zu realisieren. Die etwa 20 Auto-Boxen pro Etage lagen nun an den Längsseitenfassaden. 

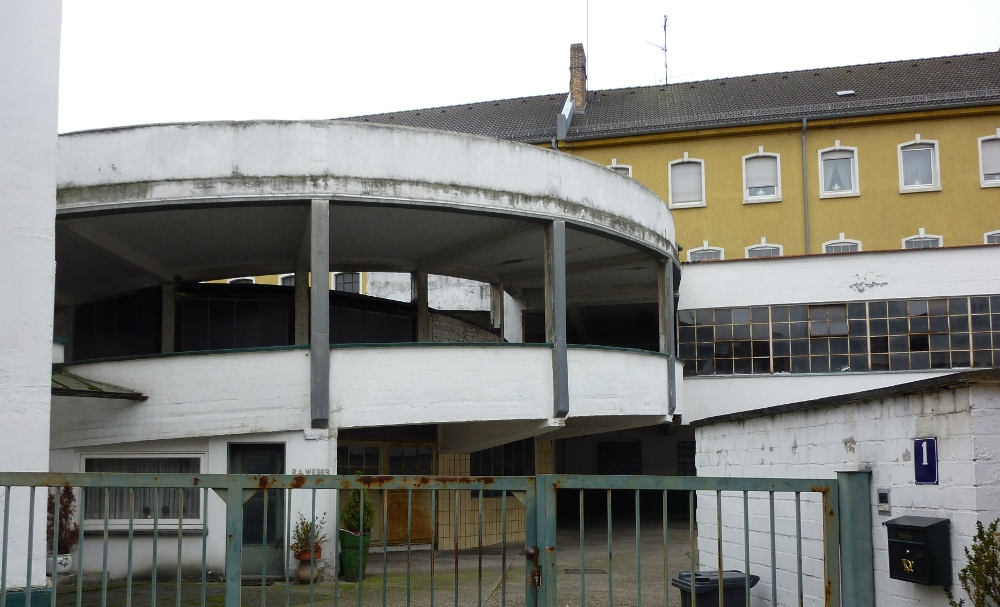
Ansicht der Spiralrampe

Bis 1931 realisiert wurde schließlich die offene, einspurige Spiralrampe als Stahlbetonkonstruktion, über die bis heute das erste und zweite Obergeschoss erschlossen wird. In den drei beheizten Garagenetagen (EG, 1.–2. OG) waren bis 1933 insgesamt 40 Einzelboxen und 25 Sammelboxen eingerichtet. Gemietet werden konnten die Einzelboxen für 2–2,5 RM am Tag, einen Einstellplatz in der Sammelbox gab es hingegen bereits für 1,5 RM. Zum Serviceangebot des Garagenunternehmens gehörte zudem eine Benzinpumpe, die an der Hofeinfriedung des Grundstücks zwischen den Toren der getrennten Ein- und Ausfahrt lag, und ein Abschleppdienst für nicht mehr fahrfähige Wagen. Alle Dienstleistungen standen Tag und Nacht sowie sieben Tage die Woche zur Verfügung. Im November 1932 wurde beantragt, in zwei auf dem Grundstück bereits bestehenden Schuppen auch eine Reparaturwerkstätte für Kraftwagen einzurichten. Um 1935 sind für die Zentralgarage dann 120 Stellplätze und eine Kfz-Werkstatt nachweisbar.

### Nachkriegszeit
Den Zweiten Weltkrieg überstand die Hochgarage ohne Zerstörungen. Nach 1945 wurde das Unternehmen unter der Bezeichnung Centralgarage weiter als Großgarage mit etwa 100 Einstellplätzen, Reparaturwerkstatt, Kundendienst und Tankstelle sowie als Großhändler der Adam Opel AG weitergeführt. Der Garagenbetrieb, der nach Kriegsende und erneut um 1951 von den amerikanischen Besatzungstruppen beschlagnahmt wurde, firmierte von 25. Juni 1946 bis 19. Januar 1968 weiterhin als Adam Weber I Zentralgarage GmbH. Aus den Eintragungen im Handelsregister gehen dann verschiedene, den Garagenbetrieb ergänzende Veränderungen der betrieblichen Ausrichtung hervor. So wurde beispielsweise eines der Wohnhäuser an der Gaustraße zum Auto-Ausstellungsraum umgebaut und eine öffentliche Tankstelle eingerichtet. Bis in die 1990er-Jahre war zudem der Abschleppdienst R. A. Weber als Tochterunternehmen dort ansässig. 

## Zentralgarage und Garagenwesen

### Situation in ganz Deutschland
Beispiele für die Umnutzung bestehender Gebäude zum Zweck der Garagierung von Automobilen findet man bereits in den 1890er-Jahren. Diese Umbauten dienten allerdings ausnahmslos als private Unterstellräume der jeweiligen Automobileigentümer. Die ersten gewerblichen Garagen (Mietgaragen), in denen Automobileigentümer Einstellplätze für ihre Fahrzeuge dauerhaft anmieten konnten, waren dann entweder ebenfalls Umnutzungen bestehender Bauten – beispielsweise ehemaliger Mietställe, Tattersalls, Lagerhallen, Gewerbe- und Fabrikgebäuden – oder neu errichtete einfache Reihengaragenanlagen in Holz- und Ziegelbauweise. Nachweisen lassen sich solche, später mit dem Fachbegriff Großgarage bezeichneten Unternehmen erstmals ab 1899 in Berlin. Großgaragen waren in der Regel Flachbauten, wobei zweigeschossige Bauten, die neben dem Erdgeschoss auch ein Untergeschoss hatten, bereits eine Ausnahme darstellen. Großgaragen mit mehreren Obergeschossen, also Hochgaragen, wurden in Deutschland nur sehr wenige realisiert. 
Die tatsächliche Anzahl der ab 1899 bis in die Zwischenkriegszeit als Garagen umgenutzten mehrgeschossigen Gebäude ist unbekannt. Wissenschaftlich verbindlich nachweisen lassen sich nur eine Handvoll dieser Gebäude. Die Zentralgarage in Worms ist bisher das einzige bekannte Beispiel, bei dem eine Spiralrampenanlage für die Höhenüberwindung baulich ergänzt wurde. Üblicherweise erfolgte der Höhentransport der Automobile bei Umnutzungen dieser Art durch den nachträglichen Einbau von Automobil-Aufzügen. Mehrgeschossige Beispiele dieser Praxis der Weiternutzung waren unter anderem die Residenz-Garage (Hannover, vor 1925), ehemals ein Theaterbetrieb, oder die Hochgarage Gressmann (Hamburg, 1936), einst das Lagerhaus einer Maschinenfabrik (1890). Beide Gebäude wurden bereits abgerissen.

### Das Garagenwesen in Worms
Die Zentralgarage ist die einzige Hochgarage, die bis zur Zwischenkriegszeit in Worms entstand. Von der Jahrhundertwende bis zum Ausbruch des Zweiten Weltkriegs wurden im Stadtgebiet allerdings mehr als ein Dutzend Großgaragen in Form von Flachbauten errichtet. Zwischen 1909 und 1933 lassen sich mehrere Großgaragen nachweisen, in denen jeweils maximal 20 Einstellplätze zur Verfügung standen: beispielsweise die Garage von Rudolf Becker (Rheinstr. 2; 21 Einstellplätze), die der Georg Jäger GmbH (Hagenstr. 52; 20 E.), die Garage der Schreiber & Co. GmbH (Kämmererstr. 51; 15 E.) oder der Garagen- und Werkstattbetrieb Georg Mayer (Sterngasse 13; 4 E.). Die Zentralgarage war mit ihren 65 Stellplätzen somit auch die größte Mietgarage der Stadt. Ein behördliches Verzeichnis von Garagen mit mehr als 10 Standplätzen vom Februar 1935 weist in Worms dann insgesamt 13 Mietgaragenanlagen aus. Mit etwa 120 Stellplätzen war die Zentralgarage auch zu diesem Zeitpunkt der größte Betrieb. Die zweitgrößte Mietgarage war die zwischenzeitlich erweiterte Großgarage der Georg Jäger GmbH mit 80 Einstellplätzen. 

### Bedeutung als Baudenkmal
Die Zentralgarage ist nicht nur eine der wenigen Umnutzungen mehrgeschossiger Altbauten, die bis heute bestehen, sie ist darüber hinaus auch ein außergewöhnliches Beispiel der Umnutzung bestehender Architektur für die Bedürfnisse des Automobilismus und die Praxis des Weiterbauens im Bestand während der Zwischenkriegszeit. Ihre Unterschutzstellung im Sinne der Denkmalpflege steht bisher noch aus.